# Harald Eriksson (hortonom)
Nils Harald Tuve Eriksson, född 2 juli 1921 i Näsums församling, Kristianstads län, död 25 november 2020 i Husie församling, Skåne län, var en svensk hortonom. 
Eriksson, som var son till folkskollärare Carl Eriksson och Ester Tuvesson, avlade hortonomexamen i Alnarp 1952 och blev licentiatus agronomiæ i Köpenhamn 1964. Han blev avdelningschef vid J.E. Ohlsens Enke AB i Malmö 1953, ämneslärare på Alnarpsinstitutets trädgårdsavdelning 1956, adjunkt 1963 och var rektor där från 1965. Han var ordförande för Skånska trädgårdsföreningen från 1967 och redaktör dess tidskrift 1952–1956.